# Макартурия
Макартурия (лат. Macarthuria) — род цветковых растений монотипного семейства Macarthuriaceae порядка Гвоздичноцветные (Caryophyllales) из Австралии.
Род назван в честь австралийского ботаника Уильяма Макартура.

## Ботаническое описание
Многолетние травы или полукустарники. Стебли зелёные. Листья полностью редуцированы или сохраняются в нижней части (очерёдные, простые, линейные).
Цветки правильные, обоеполые. Чашелистиков 5, или 10 в двух кругах, срастаются у основания. Лепестков 5, свободные, или отсутствуют. Тычинок 8, срастаются у основания; пыльники прикреплены основанием. Плод — локулицидная коробочка, содержащая до 10 семян.

## Виды
- Macarthuria apetala Harv.
- Macarthuria australis Hügel ex Endl. typus[1]
- Macarthuria complanata E.M.Ross
- Macarthuria ephedroides C.T.White
- Macarthuria georgeana Keighery
- Macarthuria intricata Keighery
- Macarthuria keigheryi Lepschi
- Macarthuria neocambrica F.Muell.
- Macarthuria vertex Lepschi